# The Poet's Echo
The Poet's Echo (Titolo russo: Эхо поэта) è un ciclo di canzoni composto da Benjamin Britten (1913-76) nell'agosto 1965 durante una vacanza in visita all'Unione Sovietica, a Dilijan, Armenia. Consiste dell'adattamento per voce alta e pianoforte di sei poesie del poeta russo Aleksandr Puškin (1799 - 1837), in lingua originale. È stato pubblicato come Op. 76. Una esecuzione tipica dura circa 15 minuti.

## Storia
Il ciclo è dedicato ai suoi amici russi Galina Višnevskaja ("Galya") (soprano) e suo marito Mstislav Rostropovič ("Slava") (violoncellista, pianista e direttore d'orchestra). Britten aveva precedentemente dedicato diverse composizioni per violoncello a Rostropovič. Voleva che la Višnevskaja cantasse la parte di soprano nella prima del 1962 del suo War Requiem, ma le autorità le avevano rifiutato il visto per viaggiare fuori dall'Unione Sovietica. The Poet's Echo fu eseguito per la prima volta in pubblico dai dedicatari al Conservatorio di Mosca il 2 dicembre 1965, quando il compositore era tornato in Inghilterra.

## Canzoni
Le canzoni sono:
1. "Эхо" ("Eco")
2. "Я думал, сердце позабыло" ("Pensavo che il mio cuore si fosse dimenticato")
3. "Ангел" ("Angelo")
4. "Соловей и роза" ("L'usignolo e la rosa")
5. "Эпиграмма" ("Epigramma")
6. "Стихи, сочинённые ночью во время" ("Righe scritte durante una notte insonne")

La Višnevskaja disse che Britten "era riuscito a penetrare il cuore stesso del verso", nonostante il fatto che il compositore avesse poco russo e stesse lavorando a un'edizione bilingue della poesia di Puškin. Ricordava una serata memorabile nell'autunno del 1965, quando il tenore Peter Pears e Britten provarono le canzoni alla Puškin House: "La stanza era avvolta nella semioscurità, solo due candele accese. [...] Non appena Ben [Britten] iniziò a suonare il preludio [di "Righe scritte durante una notte insonne"], che aveva scritto per suggerire il ticchettio di un orologio, l'orologio di Puškin iniziò a suonare la mezzanotte e i dodici rintocchi risuonarono in sincronia con la musica di Ben. Rimanemmo tutti congelati. Ho smesso di respirare e ho sentito il cuoio capelluto pizzicare. Il ritratto di Puškin guardava fisso Ben. Era scosso e pallido, ma non ha smesso di suonare." Pears confermò l'incidente nel suo diario, anche se in termini un po' più aridi: "L'orologio di Puškin si unisce alla canzone. Sembrava che suonasse più della mezzanotte, per andare avanti per tutta la canzone e dopo ci siamo seduti incantati".